# قو غان
قو غان (بالصينية: 果敢) هو موسيقي صيني، ولد في 15 نوفمبر 1968 في شنيانغ في الصين.